# Simón Rodríguez (Táchira)
Simón Rodríguez è un comune del Venezuela situato nello Stato di Táchira.
Il capoluogo del comune è la città di San Simón.